# Burgstall Bruderhof (Scherstetten)
Der Burgstall Bruderhof liegt etwa 700 Meter südöstlich der Pfarrkirche von Scherstetten (Landkreis Augsburg, Bayerisch-Schwaben) auf einer Anhöhe über dem  Schmuttertal. Die hochmittelalterliche Turmhügelburg (Motte) ist in eine weitläufige Abschnittsbefestigung eingebaut, von der sich noch einige Teile des Wallgrabensystems erhalten haben.

## Geschichte
Der Turmhügel war der Ansitz eines Dienstmannengeschlechts des Bistums Augsburg, das erstmals um 1250 in den Schriftquellen erscheint. Die letzte urkundliche Erwähnung dieser Familie „von Scherstetten“ stammt aus dem Jahr 1370.
Der ungefähr zehn Meter unterhalb des Hauptburgkegels gelegene „Bruderhof“ geht auf den ehemaligen Wirtschafts- bzw. Bauhof der Veste zurück. Um 1640 (Dreißigjähriger Krieg)  wurde der Hof als „Einöde, davon jedermann gestorben“ bezeichnet.
1933 entstand ein Wohngebäude auf dem Burgplateau, das vollständig auf Privatgrund liegt und nicht öffentlich zugänglich ist. Teilweise frei zugänglich und gut im Gelände zu verfolgen sind jedoch die Reste der wahrscheinlich älteren Abschnittsbefestigung im Vorfeld der Turmhügelburg. Diese Wehranlage wurde noch nicht näher archäologisch untersucht, so dass über die Zeitstellung der sichtbaren Erdwerke bisher nur spekuliert werden kann.

## Beschreibung
Der ungefähr 55 Höhenmeter über das Tal aufragende Turmhügel (ca. 615 ü. NN) wird von einem noch etwa fünf bis acht Meter tiefen Graben umlaufen. An den südlichen und westlichen Grabenrändern sind Reste von Randwällen feststellbar bzw. dokumentiert.
Das in neuerer Zeit durch den Wohnhausbau veränderte Burgplateau umfasst ca. 20 × 25 Meter. Im Nordwesten des Ringgrabens verbindet eine Mulde die Hauptburg mit dem ehemaligen, etwa 10 Meter tiefer liegenden Bau- oder Wirtschaftshof. Das Areal dieser Vorburg wurde aus dem Hang herausgearbeitet und durch die landwirtschaftliche Nutzung verändert.
Etwa 250 Meter östlich der hochmittelalterlichen Burg ist am Waldrand ein niedriges Wall-Grabensystem zu erkennen. Dem nur bis zu 2,5 Meter hohen Wallzug ist ein breiter Außengraben vorgelagert. Der Wall beginnt ungefähr 35 Meter nach der südlichen Hangkante und biegt nach ca. 200 Metern rechtwinklig nach Westen. Dieser Wallzug ist nur um die 35 Meter lang und mündet in eine tiefe Erosionsrinne. 
Das Bayerische Landesamt für Denkmalpflege verzeichnet das Bodendenkmal als Abschnittsbefestigung vor- und frühgeschichtlicher oder mittelalterlicher Zeitstellung sowie Burgstall des Mittelalters unter der Denkmalnummer D 7-7829-0038.